# محمد أمين حاج محمدي
محمد أمين حاج محمدي (بالفارسية: محمدامین حاج‌محمدی) (14 فبراير 1991) هو لاعب كرة قدم إيراني، يلعب في صفوف نادي سايبا، لعب مع نادي ملوان في صيف عام 2011. ولعب ايضاً لنادي استقلال طهران في عام 2015، ليعود بعدها إلى نادي سايبا في عام 2018.